# کارنتنگا
کارنتنگا شهری در شهرستان گوئیباره در استان بام در بورکینافاسوی شمالی است و جمعیت آن ۱۱۷۱ نفر است.